# 간다라 왕국
간다라(산스크리트어: गन्धार)는 철기 시대에 인도 아대륙 북서부에 위치했던  고대 인도아리아계 왕국으로, 십육대국 중 하나이다.

## 위치
베다 시대 후기의 간다라 왕국은 인더스강 양쪽에 위치해 있었는데, 오늘날의 파키스탄 펀자브주의 라왈핀디구와 카이베르파크툰크와주의 페샤와르구에 해당한다. 기원전 6세기에 간다라는 카슈미르 계곡까지 차지하는 등 그 영역이 확장되었다.
간다라의 수도는 탁샤실라와 푸슈칼라바티였다.

## 역사

### 왕국
간다라족에 대해서는 리그베다에서 양털이 좋은 양을 기르는 부족으로 처음 한 번 언급된 바 있다. 아타르바베다에서 간다라족은 무자반트족, 앙가족, 마가다족과 함께 언급되며, 열병에 걸린 사람의 몸을 떠나 앞서 언급한 부족들에게 가라는 찬가에서도 언급된다. 나열된 부족들은 마디아데샤에서 가장 먼 국경 부족들로, 앙가족과 마가다족은 동쪽, 무자반트족과 간다라족은 북쪽에 위치해 있었다.
브라마나에는 간다라 국왕 나그나지트와 그의 아들 스바라지트가 언급되어 있는데, 그에 따르면 이들은 브라만적인 봉헌을 받았다고 하지만, 이 기간 동안 간다라의 왕실은 비 브라만적인 종교 전통을 따르는 등 의식에 대한 그들 가족의 태도는 부정적으로 언급된다. 자이나교 우타르다야나수트라에 따르면, 나그나지트는 자이나교를 받아들인 저명한 왕으로, 판찰라의 드비무카, 비데하의 니미, 칼링가의 카라칸두, 비다르바의 비마에 비견되며, 불교 문헌들은 그가 파체카부다야나를 성취했다고 주장한다.
후기 베다 시대에는 상황이 바뀌어 간다라의 수도 탁샤실라가 마디야데샤의 사람들이 세 가지 베다와 18가지 지식을 배우러 가는 중요한 지식의 중심지가 되었으며, 이는 카우시타키 브라마나에서 브라만들이 북쪽으로 공부하러 갔다고 기록한 것에서 증명된다. 사타파타 브라마나와 웃달라카 자타카에 따르면, 유명한 베다 철학자 웃달라카 아루니는 탁샤실라의 유명한 학생 중 하나였으며, 세타케투 자타카는 그의 아들 시베타케투도 그곳에서 공부했다고 주장한다. 찬도기야 우파니샤드에서 웃달라카 아루니는 비데하의 왕 자나카에게 간다라의 교육을 호의적으로 언급한다.
기원전 6세기 동안 간다라는 철기 시대 남아시아 북서부에서 중요한 제국 세력으로, 카슈미르 계곡은 왕국의 일부였으며, 케카야족, 마드라카족, 우시나라족, 시비족과 같은 펀자브 지역의 다른 국가들은 간다라의 종주권 하에 놓여져 있었다. 기원전 550년경에 통치한 간다라 왕 푸슈카라사린은 팽창주의적 모험에 참여하여 아반티의 왕 프라디요타와 충돌하게 되었다. 그는 프라디요타와의 전쟁에서 성공했지만, 그의 팽창주의 정책에 위협을 받은 펀자브 부족인 아르주나야나족이 그를 상대로 전쟁을 일으켰다. 그는 또한 마가다의 빔비사라 왕과 우호 관계를 맺었다.
이러한 중요한 위치로 인해 불교 문헌에서는 간다라 왕국을 철기 시대 남아시아의 십육대국 중 하나로 나열했다.

### 페르시아의 침공
기원전 6세기 후반, 아케메네스 제국의 창시자 키루스 대제는 메디아, 리디아, 바빌로니아를 정복한 직후 간다라로 진군하여 그의 영토로 합병하였다. 학자 카이호스루 단지부오이 세스나는 키루스가 간다라에 속한 페샤와르 주변의 인더스 횡단 국경지대만을 정복한 반면, 푸쿠사티는 간다라의 나머지 지역과 펀자브 서부 지역에 대한 통치를 유지하는 강력한 왕으로 남아 있다고 주장했다.
그러나 학자 붓다 프라카쉬에 따르면, 푸슈카라사린은 아케메네스 제국이 남아시아 북서부로 확장하는 것을 막는 보루 역할을 했을 수 있다고 주장한다. 이 가설은 네르쿠스가 키루스가 게드로시아에서 패배했다고 주장한 군대가 실제로는 푸슈카라사린의 간다라 왕국에 의해 패배했다고 가정한다. 따라서 프라카쉬의 입장에 따르면, 아케메네스 왕조는 푸슈카라사린의 치세와 캄비세스 2세 및 다리우스 1세 치세하에서 아케메네스 세력 성장을 결합시킨 후 간다라의 쇠퇴기 이후에야 간다라를 정복할 수 있었을 것이다. 그러나 다리우스의 베히스툰 비문에 나오는 아케메네스 제국의 영토 목록에 고대 페르시아어로 간다라라고 불리는 지역이 있는 것으로 보아 그의 제국이 키루스가 이전에 정복한 간다라 지역을 물려받았다는 것을 알 수 있다.
아케메네스 정복 이후에도 푸슈카라사린이 페르시아의 봉신으로 권력을 유지했는지, 아니면 페르시아의 사트라프로 교체되었는지는 알려지지 않았지만, 불교 자료에 따르면 그는 석가모니의 제자가 된 후 왕좌를 버리고 승려가 되었다고 한다. 키루스의 합병은 간다라 고유 지역으로 제한되었으며, 그 후 이전에 간다라의 권위 하에 있던 펀자브 지역의 사람들은 새로운 권력 공백을 이용하여 자신들의 국가를 형성했다.

## 같이 보기
- 신두-사우비라
- 간다라
- 자나파다

## 추가 읽기
- Jain, Kailash Chand (1974). 《Lord Mahāvīra and His Times》. Delhi, India: Motilal Banarsidass. 66쪽. ISBN 978-8-120-80805-8.
- Raychaudhuri, Hemchandra (1953). 《Political History of Ancient India: From the Accession of Parikshit to the Extinction of Gupta Dynasty》. University of Calcutta.
- Sikdar, Jogendra Chandra (1964). 《Studies in the Bhagawatīsūtra》. Muzaffarpur, Bihar, India: Research Institute of Prakrit, Jainology & Ahimsa. 388–464쪽.